# Kalvsylta

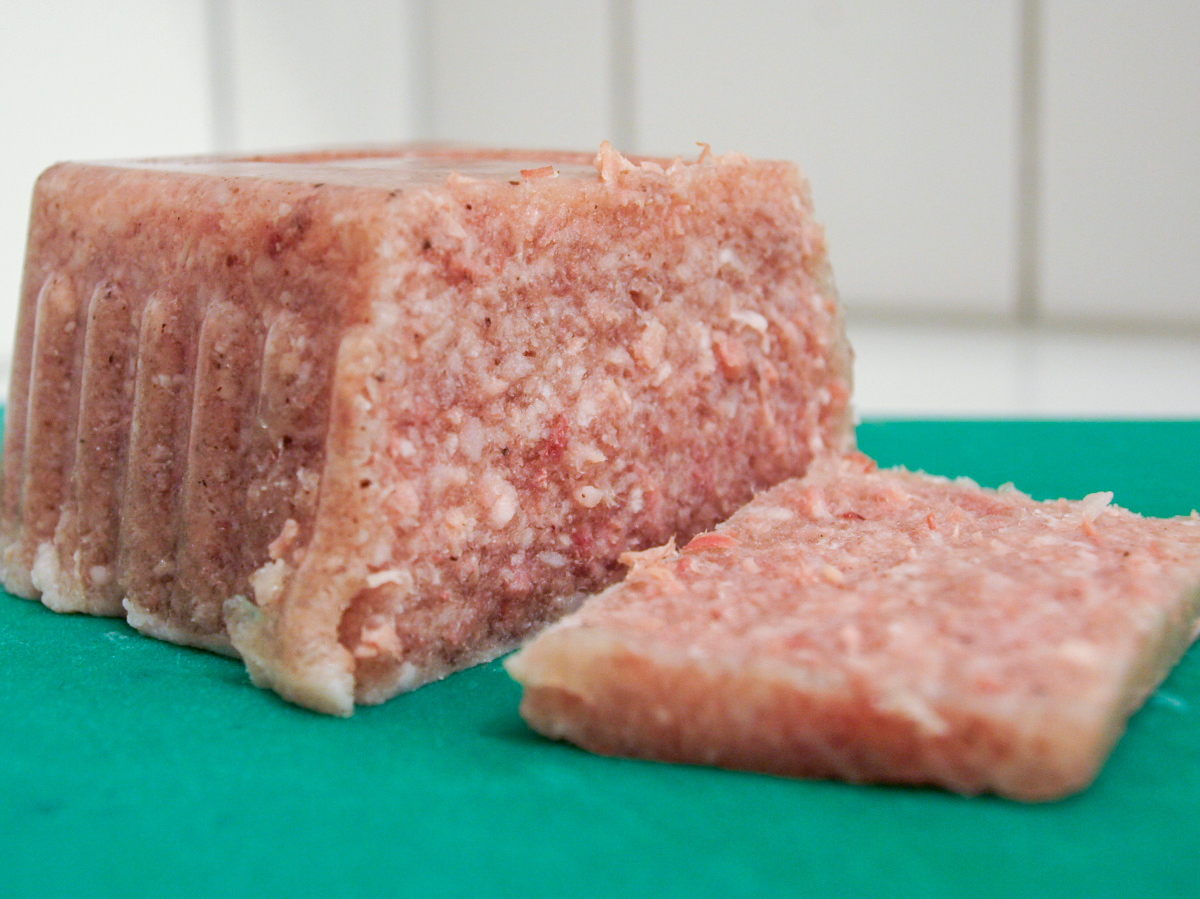
Kalvsylta.

Kalvsylta är en kallskuren maträtt, sylta som tillagas till största delen av kött, vanligen kalv och griskött och köttbuljong. Ursprungligen användes bara kalvkött.  Kalvsylta är ett populärt tillbehör på julbordet och påskbuffén, men används även i andra sammanhang som till exempel smörgåspålägg. Kalvsylta kan man äta tillsammans med rödbetssallad. I Skåne kallas den även för bigatt, ett ord som har lånats in från den nordtyska dialekten, lågtyskan, där bigot(e) betyder "sås".

## Tillagning
Köttet kokas i saltat vatten tillsammans med  kryddor och i vissa fall grönsaker tills köttet lossnar från benen. Köttet plockas upp ur buljongen och får sedan svalna. Kött och ben skiljs åt och köttet skärs till tärningar eventuellt finmales (finmalen kalvsylta är vanligast) i matberedare. Köttet lägges sedan tillbaka i buljongen och blandningen får sedan svalna i en form tills den stelnat. Kalvsyltan serveras kylskåpskall (eller häftigt friterad).